# James Edward Smith
Sir James Edward Smith (Norwich, 2 dicembre 1759 – 17 marzo 1828) è stato un entomologo e botanico inglese, fondatore e primo presidente della Linnean Society di Londra.
Interessatosi fin da giovanissimo alla flora e alle scienze naturali, studiò medicina all'Università di Edimburgo dove fu tra gli allievi di John Walker.
Nel 1783 si trasferì a Londra. Qui, l'anno successivo,  ebbe l'opportunità di acquistare, salvandola, l'intera collezione di storia naturale svedese di Linneo, comprendente migliaia fra specie di piante, insetti e molluschi, oltre a documenti e libri. La pubblicità di questa iniziativa permise a Smith di ottenere l'ammissione alla Royal Society.
Dal 1786 entrò nella schiera dei viaggiatori del Grand Tour, visitando giardini botanici, musei ed erbari di Paesi Bassi, Francia, Italia e Svizzera. Rientrato a Londra nel 1788, vi fondò la Linnean Society, che presiedette sino alla morte. La sua biblioteca e la sua collezione botanica acquistarono molta fama, tanto da essere visitate da numerosi entomologi e botanici provenienti da tutta Europa.
Tra il 1808 e il 1819 scrisse oltre 3.000 articoli di botanica sulla «New Cyclopaedia», il dizionario universale delle arti e delle scienze di Abraham Rees. Fra le sue pubblicazioni più note, si devono ricordare la Flora Britannica e i quattro volumi della Flora inglese editi tra il 1824 e il 1828.
Fra i suoi scritti di entomologia, particolare rilevanza ebbe la Storia naturale degli insetti rari di Georgia edita nel 1797, in cui si occupò, in particolare, delle rare specie di lepidotteri presenti nello stato americano. Molte sue memorie inedite vennero pubblicate, postume, nel 1832, a cura della moglie.
| Sm. è l'abbreviazione standard utilizzata per le piante descritte da James Edward Smith. Consulta l'elenco delle piante assegnate a questo autore dall'IPNI. |

## Opere
- James Edward Smith, Sketch of a tour on the continent, in the years 1786 and 1787. 1, Davis, Jonas; White, Benjamin, 1793.
- James Edward Smith, Sketch of a tour on the continent, in the years 1786 and 1787. 2, Davis, Jonas; White, Benjamin, 1793.
- James Edward Smith, Sketch of a tour on the continent, in the years 1786 and 1787. 3, Davis, Jonas; White, Benjamin, 1793.
- James Edward Smith, Tentamen botanicum de filicum generibus dorsiferarum, in Mémoires de l'Académie royale des sciences, Années 1790-1791, 1793.